# Skrīveri
Skrīveri (deutsch: Römershof) ist ein Ort in der Region Vidzeme, dem historischen Livland in Lettland, südöstlich von Riga am rechten Ufer der Düna.

## Geschichte

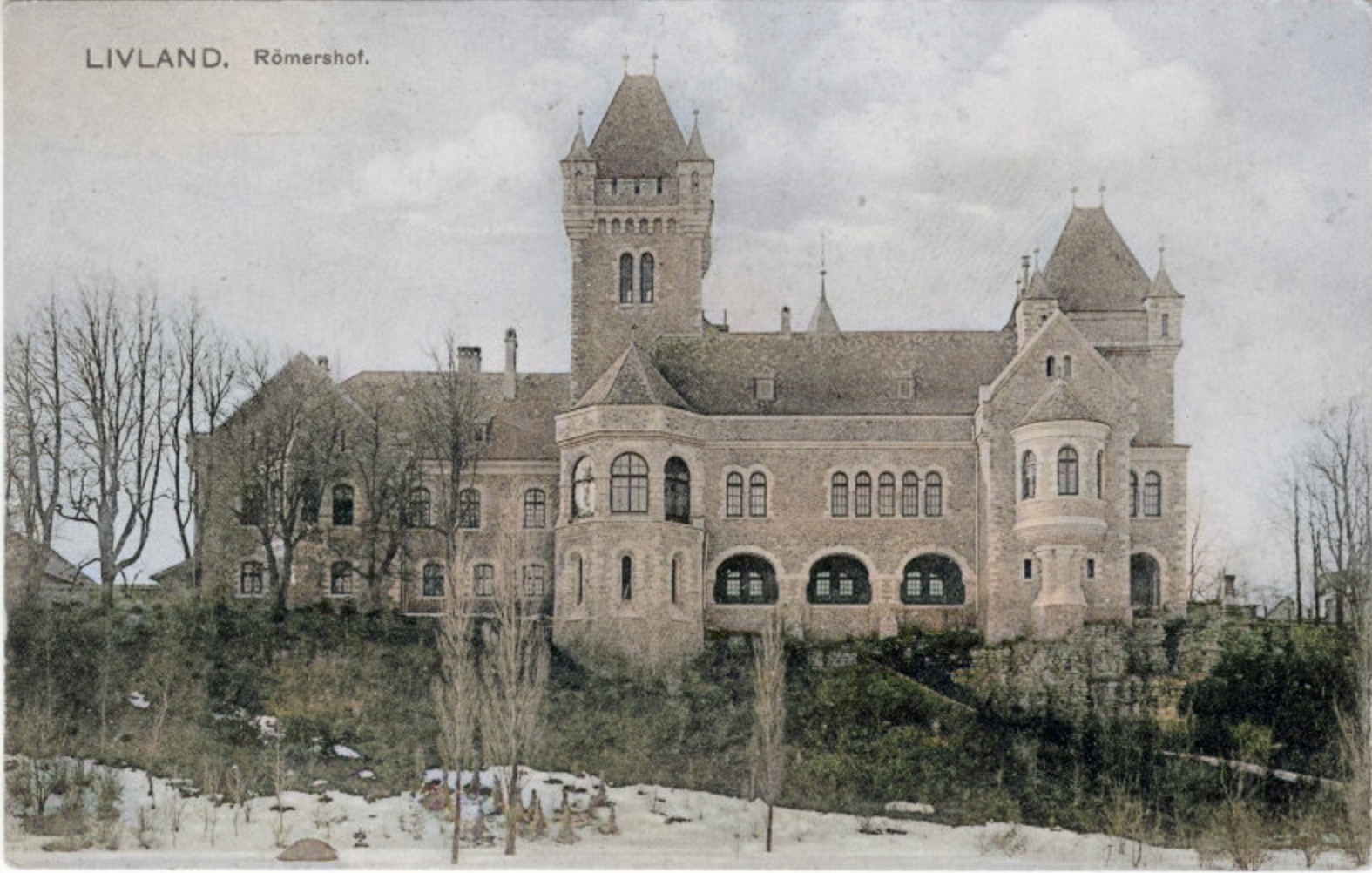
Schloss Römershof 1912

Der Ort entstand um das Landgut Römershof, das Gotthard Kettler einem gewissen Stephan Römer verliehen hatte. So entstand der Name „Römershof“. Der lettische Name Skrīveri leitet sich vom schwedischen „skreivet“ (schreiben) ab. Denn 1634 gelangte das Gut in den Besitz des schwedischen Notars Johann Niemeier, der zuweilen als „Schreiber“ bezeichnet wurde.
Das Gut Römershof (Skrīveru muiža) befand sich bis zum Ersten Weltkrieg am rechten Ufer der Düna gegenüber von Jaunjelgava unterhalb von Skrīveri. Catharina Schoultz von Ascheraden, die als Hofdame am Zarenhof diente, verkaufte 1874 das Gut Römershof an den Livländer August von Sivers und spätestens 1892 gehörte es dessen Sohn, dem Dendrologen Max von Sivers (1857–1919), der dort gemeinsam mit dem Gartenarchitekten Walter von Engelhardt eine Baumschule gründete und ein Arboretum anlegte. In der Russischen Revolution von 1905 wurde das von 1881 bis 1887 im neoromanischen Stil von dem Architekten Rudolf Engelhardt (1857–1913) erbaute Schloss niedergebrannt und anschließend restauriert. Im Ersten Weltkrieg 1915 erneut zerstört, wurde es nicht wieder aufgebaut. Der Gutspark ist als Dendrologischer Park Skriveri (Skrīveru dendroloģiskais parks) erhalten geblieben. Nach der Agrarreform von 1920 wurde das bis dahin im Eigentum des deutschbaltischen Adelsgeschlechts Sivers befindliche Gut aufgeteilt.
Als 1882 die Bahnstation Römershof eröffnet wurde, begann sich die heutige Ortschaft zu bilden.
Von 2009 bis 2021 bildete die Gemeinde Skrīveri gleichzeitig den Bezirk Skrīveri, der anschließend im neuen Bezirk Aizkraukle aufging.
In Skrīveri befindet sich an der Kreuzung der Autobahn A6 und der V918 das Agrarforschungsinstitut der Lettischen Universität für Biowissenschaften und Technologie. Das Institutsgebäude wurde 1959 fertiggestellt.
Im Gemeindegebiet von Skrīveri befindet sich ein 10 Hektar großer Stausee des Dünazuflusses Brasla.

## Verkehr
Der Bahnhof Skriveri liegt an der Eisenbahnstrecke von Riga nach Daugavpils. Er hat 4 Gleise, von denen zwei elektrifiziert sind. Am Bahnhof halten Züge auf den Strecken Riga – Aizkraukle, Riga – Krustpils, Riga – Daugavpils und Riga – Zilupe.
Der Bahnhof wurde mit dem Bau der Eisenbahnlinie Riga-Daugavpils im Jahre 1861 errichtet. Es hieß ursprünglich Remershof (deutsch: Römershof). 1894 gab es ein Empfangsgebäude, einen Personenschuppen, zwei Bahnsteige, einen Schuppen, ein Wohngebäude, ein Lokomotivdepot, einen Wasserturm mit Dampfpumpe, zwei Aschengruben, eine Toilette und einen Brunnen. Der Bahnhof wurde im Ersten Weltkrieg zerstört und 1923 wurde ein neues Bahnhofsgebäude errichtet. Der Zweite Weltkrieg richtete erneut große Schäden am Bahnhof an. 1951 wurde ein neues Empfangsgebäude im Stil des Sozialistischen Klassizismus errichtet, das bis heute erhalten ist.

## Sehenswürdigkeiten
- Zum Gedenken an den hier am 4. Dezember 1877 geborenen lettischen Schriftsteller, Kritiker und Literaturwissenschaftler Andrejs Upīts (russisch Андрей Мартынович Упит / Andrei Martynowitsch Upit; wiss. Transliteration Andrej Martynovič Upit), einem Vertreter des Sozialistischen Realismus in der Literatur, wird in seinem Geburtshaus ein Museum unterhalten.[4]
- Der an der Düna gelegene Dendrologische Park von Skriveri wurde Ende des 19. Jahrhunderts von den Besitzern des Herrenhauses von Skriveri, Max von Sivers und Walter von Engelhart, angelegt. Er nimmt zusammen mit den Plantagen ausländischer Bäume eine Fläche von 392 Hektar ein und enthält etwa 300 Arten eingeführter Bäume und Sträucher, von denen 30 bedeutende Raritäten in Europa sind. Seit 1977 ist das 17 Hektar große Skriveri Arboretum ein geschütztes Naturobjekt.[5]

## Persönlichkeiten
- Jānis Krūmiņš (1894–1938), lettischer Kommunist, Opfer des Stalinismus
- Andrejs Upīts (1877–1970), lettischer Schriftsteller, Kritiker und Literaturwissenschaftler, Vertreter des Sozialistischen Realismus in der Literatur